# Nowa Gazeta (1906–1918)
Nowa Gazeta – dziennik polskiej mniejszości żydowskiej, wydawany w Warszawie w latach 1906–1918. „Nowa Gazeta” miała dwa wydania: poranne i wieczorne. Założyciel i redaktor Stanisław Aleksander Kempner nadał jej kierunek asymilatorski, rzadko zamieszczając publicystykę na tematy żydowskie. Mimo to, artykuły na temat pogromu w Siedlcach doprowadziły do administracyjnego zawieszenia wydawania gazety 16 września 1906. Po dwóch dniach kontynuowano jej wydawanie pod tytułem „Ludzkość” na podstawie odrębnej koncesji (numery 98–199). Od kwietnia 1907 wznowiono wydawanie pod poprzednim tytułem. W 1917 roku jej właścicielem zostali Gustaw Grzybowski i Bogdan Straszewicz, od 31 grudnia 1918 ukazywała się jako „Gazeta Polska”.
Na łamach „Nowej Gazety” publikowali m.in. Leo Belmont, Samuel Dickstein, Cezary Jellenta, Maria Konopnicka, Janusz Korczak, Józef Kotarbiński, Ludwik Krzywicki, Izabela Moszczeńska, Adolf Nowaczyński, Hilary Nussbaum, Eliza Orzeszkowa, Stanisław Posner, Stanisław Przybyszewski, Stefania Sempołowska, Aleksander Świętochowski, Mieczysław Themerson, Maria Weryho, Adam Wizel, Stefan Żeromski.